# Čilska podolžna dolina
Podolžna dolina (špansko: Valle Central), vmesna depresija ali centralna dolina je dolina med čilskim obalnim pogorjem in Andi. Čilska podolžna dolina se razteza od meje s Perujem (kjer dobi ime Llanuras Costera ) do mesta Puerto Montt na jugu Čila z opazno prekinitvijo v kraju Norte Chico (27 ° 20'– 33 ° 00 'J). Južno od Puerto Montta se dolina nadaljuje kot vrsta morskih bazenov do ožine Ofqui. Nekatera najbolj naseljena mesta v Čilu ležijo v dolini, vključno Santiago de Chile, Temucom, Rancaguo, Talco in Chillánom.

## Severni odsek (18°30'–27°20' J)
V najsevernejšem delu Čila podolžno dolino sestavljajo Pampitas (Geograf Humberto Fuenzalida je koncept Pampitas predstavil leta 1950), vrsta majhnih planot, razkosanih z globokimi dolinami. Takoj južno od Pampitas, v regiji Tarapacá in severno od regije Antofagasta, je Podolžna dolina znana kot Pampa del Tamarugal. V nasprotju z dolinami Pampitas, ki se spuščajo iz Andov, ne zarezujejo planot, temveč se zlijejo v površino Pampe del Tamarugal na višini c. 1500 m. Najzahodnejši del Pampa del Tamarugal je visok 600 m. Ta zahodni del vsebuje vrsto dvignjenih območij, imenovanih pampa in kotline s slanimi ploščami. Povezovalne kotline so pomembni koridorji za komunikacijo in promet na severu Čila.
Južno od reke Loa se dolina nadaljuje s Cordillero Domeyko na vzhodu, dokler se ne konča na zemljepisni širini Taltal (25 ° 17 'J). Ponovno se pojavi okoli Chañarala (26 ° 20 'J) kot osamljena kotlina, obdana z gorami in griči. Ta 250 km dolga in do 70 km široka kotlina se imenuje Pampa Ondulada ali Pampa Austral. Ko Pampa Ondulada se konča pri reki Copiapó (27 ° 20 'J)  v regiji Norte Chico, ki teče južno od te reke, ni primerne Podolžne doline, le nekaj ozkih depresij sever-jug, ki se ujemajo z geološkimi prelomi.
Na severnem delu Podolžne doline je vegetacija izredno redka zaradi pogojev skrajne suhosti v puščavi Atacama. Le južno v regiji Atacama obstaja vegetacija čilski matorral. Severni del matorrala tvori združba Nolana leptophylla – Cistanthe salsoloides, južno polovico pa združba Skytanthus acutus – Atriplex deserticola.

## Centralni odsek (33°00'–41°30' J)
Glavni del Podolžne doline se razteza od Tiltila (33 ° 05 'J) blizu Santiaga do Temuca (38 ° 45' J). Obalno območje in Andi se skoraj združita na dveh lokacijah: ena med Santiagom in Rancaguo ter druga med San Fernando in Rengo. Rezultat je zajetje Podolžne doline v dve manjši kotlini na severu: porečje Santiago in porečje Rancagua. 
Dolina poteka neprekinjeno v dolžini 360 km od Angosture de Pelequén na severu do reke Bío Bío (37 ° 40 'J) na jugu. Razširi se od 12 km pri Molini (35 ° 05 'J) na severu do 74 km na jugu pri Laji (37 ° 15' J), relief je nežno valovit. Konglomerat andskega porekla pokriva velike dele Podolžne doline, ki je manj pogost na zahodu blizu obalnega pasu. Občasno so v dolini osamljeni griči in gore, sestavljeni iz nižje ležečih kamnin. Na zemljepisnih širinah Temuca je obalno območje do te mere umirjeno, da se Podolžna dolina združi z obalnimi ravnicami.
V 110 km med Gorbeo in Paillaco (približno 39–40 ° J) Podolžna dolina ne obstaja, saj jo namesto nje prečka vrsta vzhodno-zahodnih gorskih grebenov in širokih rečnih dolin. Južno od te regije se dolina ponovno pojavi in se razširi v Osorno in Puerto Montt (41 ° 30 'J). Ta južni odsek je od severa proti jugu dolg 190 km. Na Podolžno dolino južno od reke Bío Bío so vplivali vulkanizem in pretekle poledenitve, ki dajejo izvor ñadisu in morenam, ki pokrivajo dele doline.
Naravna vegetacija osrednjega odseka se razlikuje od severa do juga. V manjši meri se vegetacija spreminja tudi ob vznožju Andov in čilskem obalnem pasu. Od Santiaga do Linaresa prevladujejo trnasti gozdovi Acacia caven . V regiji Suble ozemlje zajemata dve vegetacijski vrsti sklerofilnega gozda. To sta združbi Lithrea caustica – Peumus boldus in Quillaja saponiana – Fabiana imbricata. Od reke Bío Bío proti jugu Nothofagus obliqua postane prevladujoča drevesna vrsta. Izjema sta le jezero Llanquihue in območje Puerto Montt, kjer prevladujejo Nothofagus dombeyi – Eucryphia cordifolia in Nothofagus nitida – Podocarpus nubigena.

## Južnomorska kotlina (41°30'–46°50' J)
Južno od Puerto Montta nadaljevanje Podolžne doline sestavlja vrsta morskih bazenov, vključno z Reloncaví Sound, zalivom Ancud in zalivom Corcovado, ki ločuje otok Chiloé od celine. Južneje dolina teče kot ozek preliv Moraleda. Nastali deli so številni majhni otoki ter vzhodna obalo otoka Chiloé in polotok Taitao vzhodno od jezera Presidente Ríos, vključno z Ofquijsko ožino. (46 ° 50 'J).